# AMX F3
AMX F3 (фр. Canon de 155 mm Mle F3 Automoteur) — французька самохідна артилерійська установка класу самохідних гаубиць на шасі французького легкого танка AMX-13. Розроблено у першій половині 1950-х.

## Історія
На початку 1950-х років французька армія відчула необхідність замінити американську САУ М41, що застаріває, на САУ власного виробництва, взявши за основу ходову від легкого танка AMX-13. Mk F3 була запущена у виробництво на початку 1960-х років. Її низька вартість і низька маса зробили її дуже популярною системою озброєння на зовнішньому ринку. Вона експортувалася до ряду країн Південної Америки та країн Близького Сходу і залишалася у виробництві аж до початку 1980-х років. В 1979 на озброєння французької армії надійшла САУ AMX-30 AuF.1, яка і замінила Mk F3.

## Оператори

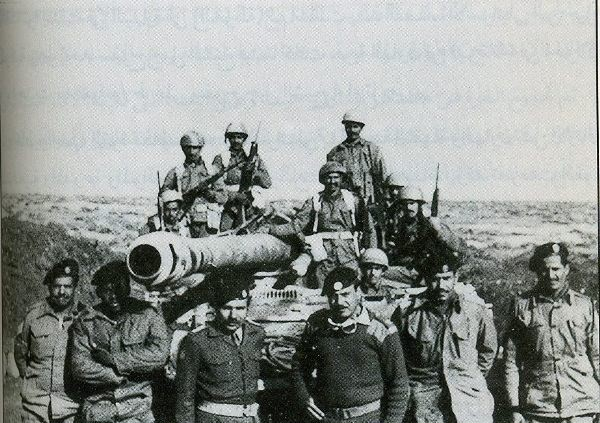
AMX-13 Mk F3 армії Кувейту в Сирії 1973 рік

- Аргентина
- Кіпр
- Чилі
- Еквадор
- Перу
- Марокко
- Катар
- Венесуела

### Колишні оператори
- Франція